# 中国青年新闻记者学会
中国青年新闻记者学会，简称“青记”，中國共產黨支持下由范长江和恽逸群等在国统区发起成立的合法团体，1938年3月30日成立于汉口。中华人民共和国成立后，学会被中华全国新闻工作者协会取代。

## 历史
“青记”的前身是发起于1934年夏天的“上海记者座谈会”。这是个较为松散的组织，由恽逸群（新声通讯社编辑）、袁殊（新声通讯社记者）、陆诒（《新闻报》记者）、鲁风（申时通讯社记者）、吴半农（《大美晚报》中文编辑）等发起，每周聚会的小圈子。杨潮、朱明、邵宗汉、夏衍、范长江、石西民先后来参加座谈。1934年8月31日开始在《大美晚报》中文版上开办了《记者座谈》专刊，1936年5月7日被当局通过报社发行人美籍的史蒂（Starr）被迫休刊，共90期（实际错号缺少第31期）。
抗日战争爆发后，周恩来代表中共前往上海检查党组工作，在于胡愈之、夏衍等的交谈中指示要加强与新闻界的联系。后夏衍与上海记者座谈会同人接触，很快达成共识，1937年10月范长江、羊枣（杨潮）、夏衍、恽逸群、陆诒、周钢鸣（不含碧泉即袁殊、邵宗汉、朱明）等商议，决定在“上海记者座谈会”的基础上成立一个永久性团体，筹备“中国青年新闻记者协会”，并推选范长江、羊枣（杨潮）、恽逸群三人负责具体筹备。
1937年11月8日晚19时，在上海市山西路南京饭店召开组建中国青年记者协会成立大会，参加此次成立大会的15人是：范长江、恽逸群、羊枣、袁殊（即碧泉）、朱明、邵宗汉、刘祖澄、章丹枫、彭集新、傅于琛、王文彬、王纪元、徐怀沙、戴述人、王启熙。未能到会的有夏衍、陆诒、孟秋江、石西民、丘溪映、耿炳光（耿坚白）、陈宪章、季步飞、金摩云，共计会员24人。在此次会议上，通过了协会简章，推举出范长江、恽逸群、羊枣、袁殊、朱明五人为总干事，夏衍、邵宗汉等为候补干事，“青记”就这样完成了第一次大会。大会召开后的第三天，即11月12日，上海沦陷。
上海、南京相继失守后，青年记者协会的会员有的前往香港、有的留在上海，大部分前往武汉。范长江在武汉向中宣部申请注册，但当局怕“青记”成为一个职业性团体增添麻烦，要求改为学术团体，加之“协会”之名又与各地的记者“公会”有重复之嫌，经商定，决定将协会更名为“中国青年新闻记者学会”。1938年3月30日，“青记”成立大会暨第一届全国代表大会在汉口青年会二楼礼堂举行，出席会议的除上海、武汉两地代表外，还有全国其他地区的部分代表；中國国民党中央宣傳部部长邵力子，监察院院长于右任，新闻界的一些知名人物如张季鸾、曾虚白、邹韬奋、陳博生（中央社总编辑）、王芸生（《大公报》发行人）、丁文安（《扫荡报》社长）、王亚明（《武汉日报》社长）、潘梓年（《新华日报》社长）等，文化界的郭沫若（已接任军委会政治部三厅厅长）、沈钧儒（救亡总会主席）、阎宝航、金仲华（文化界救国会工作，编辑《抗战三日刊》与《全民抗战三日刊》）等，国际友人塔斯社的罗果夫、美国合众社的爱泼斯坦、美国女作家史沫特莱（时为中国红十字会军医部工作）等，也出席了会议。会议通过了《中国青年新闻记者学会成立宣言》和学会《简章》，推选范长江、傅于琛、陆诒、钟期森、曾圣提、朱明、徐迈进、陈子玉、夏衍、陈同生、恽逸群等为理事；《大公报》的范长江、《扫荡报》的钟期森和《新华日报》的徐迈进为常务理事，朱明为秘书，具体领导会务。干事萧英（即萧殷）。下设总务组、组织组、学术组。各组由理事兼任正、副主任外，另设专职干事。当时，总务组的干事是萧英，组织组的干事是冯英子，学术组的干事是朱楚辛。聘请邵力子、于右任、叶楚伧、邹韬奋、萧同兹、郭沫若、张季鸾、潘梓年等15人为名誉理事。“青记”总会和武汉分会会址先设于铭新街济世总里2号，后迁至江汉路宁波里12号。
1938年4月1日，“青记”接到國民黨中宣部“准予备案”的通知，自此以合法团体开展活动。
武汉沦陷后，“青记”总部迁往长沙、桂林、重庆，并在成都、长沙、广州、延安等地设立分会。1941年皖南事变后，1941年4月28日中宣部封闭了“青记”。但“青记”的延安分会、晋西分会、冀中分会、晋察冀边区分会等分会的活动一直坚持到抗日战争胜利。
“青记”延安分会于1938年11月6日在延安边区文化协会举行成立大会。延安分会登记的会员有70多人，每位会员交纳会费国币二角。分会还决定出版会刊，每半月出版一次，经费由解放社、新中华社、边讯社给予津贴。
“青记”晋察冀边区分会于1940年3月10日在阜平第一高小隆重召开成立大会。边区新闻工作者数十人到会，邓拓作了国内外形势的报告。《新华日报》记者袁勃，文艺工作团的周而复、草明祝贺“青记”边区分会的诞生。大会选举邓拓等9人为理事。

## 纪念
中国青年新闻记者协会会址纪念馆：位于上海市山西南路200号始建于1929年的钢筋混凝土老楼房即今天的南京饭店。2017年11月3日落成并正式对外开馆。
中国青年新闻记者学会历史陈列馆，2018年12月8日在武汉市江岸区吉庆街落成揭牌。
2000年8月1日国务院批复，中国青年新闻记者协会的成立日——11月8日被确定为中国记者节。

## 成员
恽逸群生前回忆，提供了16个人的姓名：恽逸群、范长江、邵宗汉、夏衍、石西民、陆诒、刘祖澄、袁殊、杨潮、朱明、戴湘云、陈宪章、章丹枫、孟秋江、萧芳、金摩云。